# Zala Meršnik
Zala Meršnik (Düren, 6 luglio 2001) è una calciatrice slovena, portiere dello Huelva e della nazionale slovena.

## Statistiche

### Presenze e reti nei club
Statistiche (parziali) aggiornate al 19 settembre 2021.
| Stagione               | Squadra                | Campionato             | Campionato | Campionato | Coppe nazionali | Coppe nazionali | Coppe nazionali | Coppe internazionali | Coppe internazionali | Coppe internazionali | Altre coppe | Altre coppe | Altre coppe | Totale | Totale |
| Stagione               | Squadra                | Comp                   | Pres       | Reti       | Comp            | Pres            | Reti            | Comp                 | Pres                 | Reti                 | Comp        | Pres        | Reti        | Pres   | Reti   |
| ---------------------- | ---------------------- | ---------------------- | ---------- | ---------- | --------------- | --------------- | --------------- | -------------------- | -------------------- | -------------------- | ----------- | ----------- | ----------- | ------ | ------ |
| 2019-2020              | Turbine Potsdam        | BL                     | 7          | -15        | CG              | 1               | 0               |                      | -                    | -                    |             | -           | -           | 8      | -15    |
| 2020-2021              | Turbine Potsdam        | BL                     | 8          | -13        | CG              | 1               | -6              |                      | -                    | -                    |             | -           | -           | 9      | -19    |
| 2021-2022              | Turbine Potsdam        | BL                     | -          | -          | CG              | -               | -               |                      | -                    | -                    |             | -           | -           | -      | -      |
| Totale Turbine Potsdam | Totale Turbine Potsdam | Totale Turbine Potsdam | 15         | -28        |                 | 6               | -6              |                      | -                    | -                    |             | -           | -           | 21     | -34    |
| Totale carriera        | Totale carriera        | Totale carriera        | 15         | -28        |                 | 6               | -6              |                      | -                    | -                    |             | -           | -           | 21     | -34    |

## Palmarès

### Club
- Campionato sloveno: 2

Pomurje: 2015-2016, 2018-2019
- Coppa di Slovenia femminile: 4

Pomurje: 2015-2016, 2016-2017, 2017-2018, 2018-2019